# Tour de la Vistoure
La tour de la Vistoure est une tour-porte de ville située sur la commune de Burlats, en France.

## Localisation
La tour est située sur la commune de Burlats, dans le département du Tarn, en région Occitanie.

## Description
La tour de la Vistoure est une puissante tour au sommet crénelé, elle était une des quatre entrées fortifiées de la ville de Burlats située sur le chemin de Roquecourbe qui suit la vallée de l'Agout, les fortifications de la commune ont été démolies en 1630 par ordre de Richelieu. La porte était défendue par une herse.

## Historique
La tour fait l’objet d'une inscription au titre des monuments historiques par arrêté du 18 juillet 1927.

## Galerie

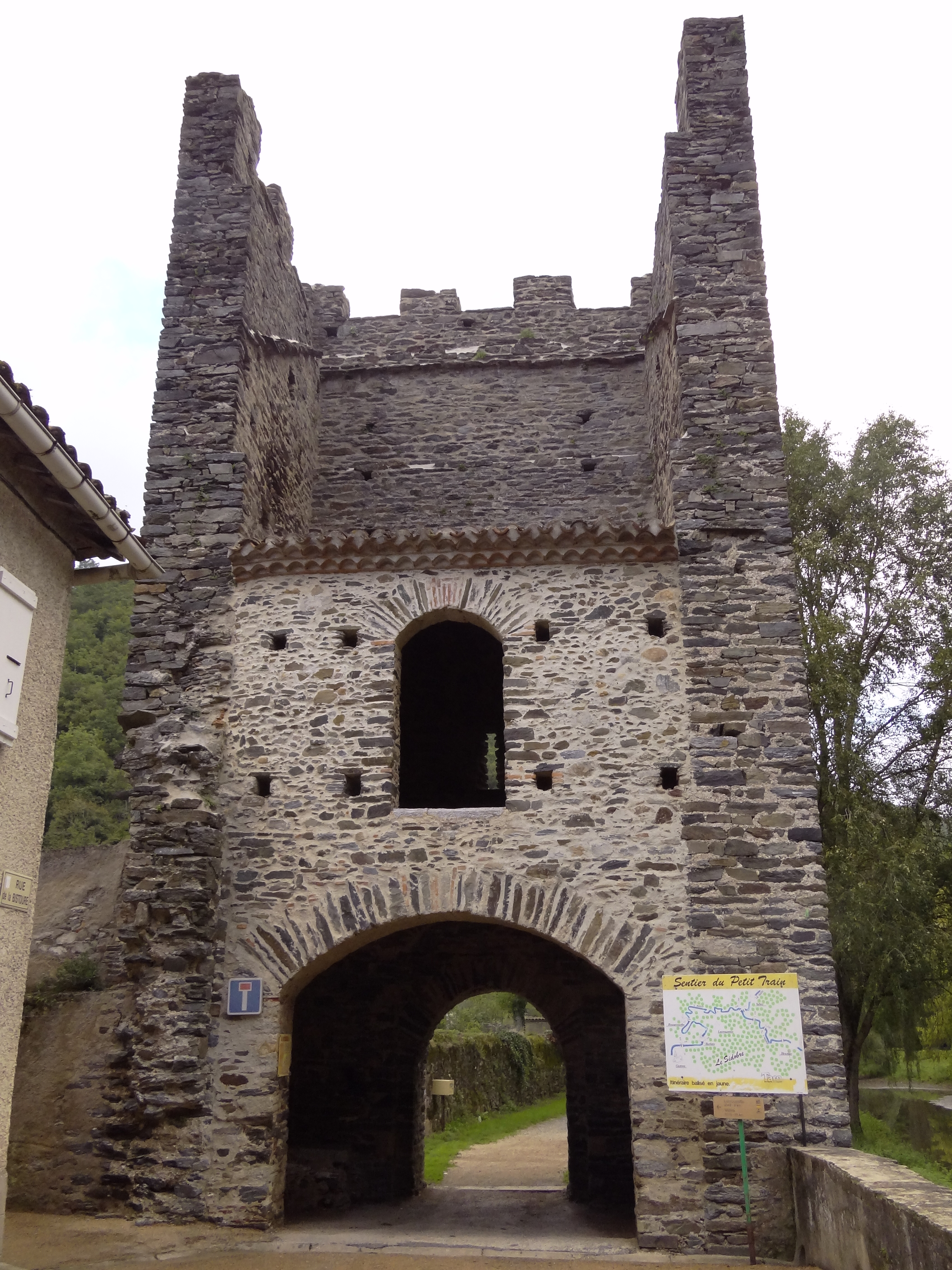
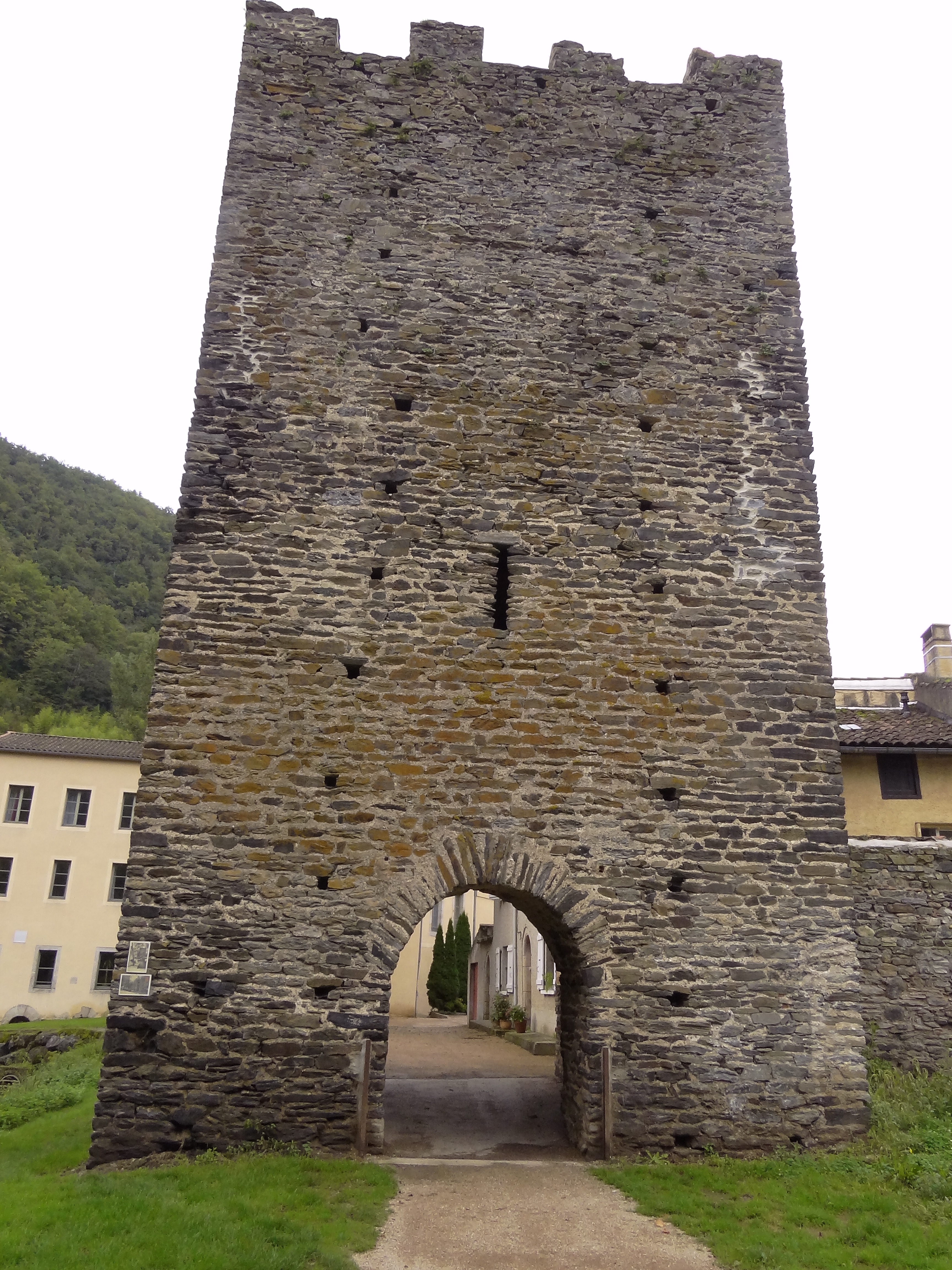
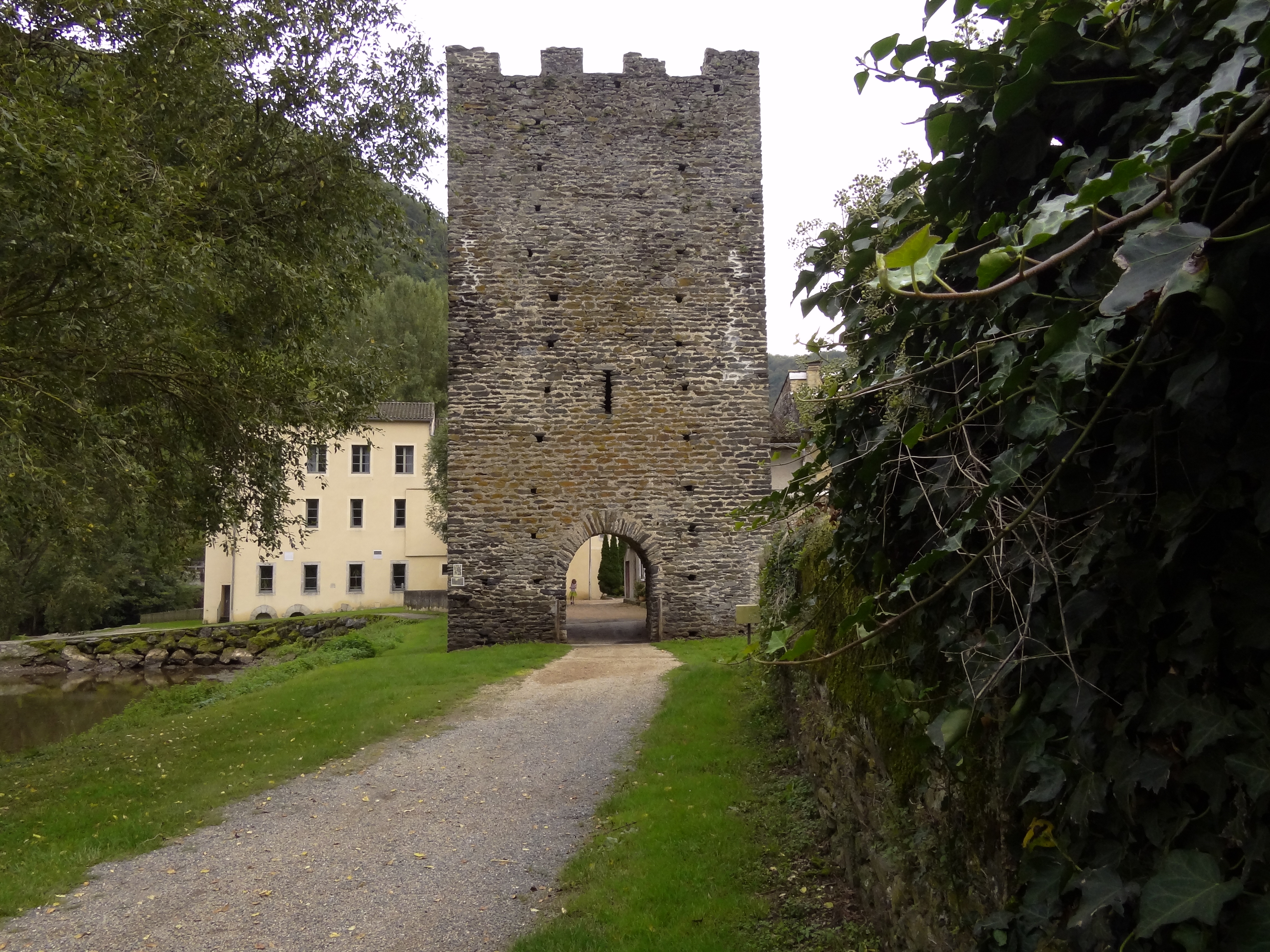